# Polypodium interjectum
Polypodium interjectum là một loài thực vật có mạch trong họ Polypodiaceae. Loài này được Shivas miêu tả khoa học đầu tiên.